# I Torneio de Futebol Americano
Il I Torneio de Futebol Americano è la 1ª edizione dell'omonimo torneo di football americano di primo livello, non organizzato dalla FPFA.
Il torneo è stato interrotto a causa della pandemia di COVID-19 del 2019-2021.

## Squadre partecipanti
| Club           | Città               | Stadio | Sponsor ufficiale | Risultato nella stagione 2018-19 |
| -------------- | ------------------- | ------ | ----------------- | -------------------------------- |
| Algarve Sharks | Faro                |        |                   |                                  |
| Évora Eagles   | Évora               |        |                   |                                  |
| Tagus Lions    | Póvoa de Santa Iria |        |                   |                                  |

## Stagione regolare

### Calendario

#### 1ª giornata
| 8-9 febbraio 2020 | Tagus Lions | 28 – 12 | Évora Eagles |  |

#### 2ª giornata
| Loulé 22 febbraio 2020, ore 15:00 | Algarve Sharks | 32 – 0 | Tagus Lions | Campo de Futebol de Salir |

#### 3ª giornata
| Évora 7 marzo 2020, ore 15:00 | Évora Eagles | 0 – 38 | Algarve Sharks | Campo Sintetico do Juventude |

#### 4ª giornata
| 21 marzo 2020 | Tagus Lions | – | Algarve Sharks |  |

#### 5ª giornata
| 4-5 aprile 2020 | Évora Eagles | – | Tagus Lions |  |

#### 6ª giornata
| 25 aprile 2020 | Algarve Sharks | – | Évora Eagles |  |

### Classifica
La classifica della regular season è la seguente:
- PCT = percentuale di vittorie, G = partite giocate, V = partite vinte,  P = partite perse, PF = punti fatti, PS = punti subiti

| Pos. | Squadra        | PCT   | G | V | N | P | PF | PS |
| ---- | -------------- | ----- | - | - | - | - | -- | -- |
| 1    | Algarve Sharks | 1.000 | 2 | 2 | 0 | 0 | 70 | 0  |
| 2    | Tagus Lions    | .500  | 2 | 1 | 0 | 1 | 28 | 44 |
| 3    | Évora Eagles   | .000  | 2 | 0 | 0 | 2 | 12 | 66 |

## I Finale
| 30-31 maggio 2020 | TBD | – | TBD |  |